# Setosphaeria rostrata
Setosphaeria rostrata är en svampart som beskrevs av K.J. Leonard 1976. Setosphaeria rostrata ingår i släktet Setosphaeria och familjen Pleosporaceae.   Inga underarter finns listade i Catalogue of Life.

## Bildgalleri

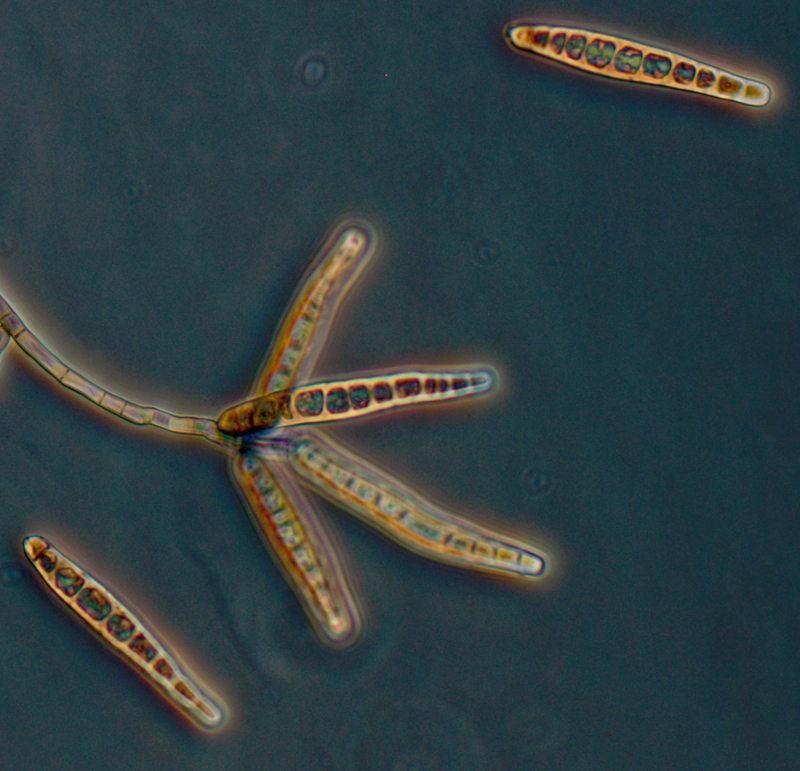